# Dodge 600
Dodge 600 — четырёхдверный седан среднего класса, производившийся с 1982 по 1989 год американскими компаниями Dodge и Chrysler на платформе типа E.

## История
Первый прототип автомобиля Dodge 600 был представлен в 1982 году. Серийно автомобиль производился с 1983 года.
Кроме седанов, производились также автомобили-купе и кабриолеты. Комплектации Dodge 600 — Base и ES (EuroSport).
Автомобиль оснащался бензиновыми двигателями внутреннего сгорания Chrysler или Mitsubishi. Объём варьируется от 2,2 до 2,6 литров.
С середины 1984 года производился кабриолет Dodge 600 ES Turbo с двигателем Chrysler объёмом 2,2 литра.
В 1989 году автомобиль был вытеснен с конвейера моделями Dodge Spirit и Dodge Dynasty.

## Продажи
| Год   | Седан  | Купе  | Кабриолет | Продажи за год |
| ----- | ------ | ----- | --------- | -------------- |
| 1983  | 33488  | —     | —         | 33488          |
| 1984  | 37381  | 13296 | 10960     | 61637          |
| 1985  | 32386  | 12670 | 13809     | 58865          |
| 1986  | 31526  | 11714 | 16437     | 59677          |
| 1987  | 40391  | —     | —         | 40391          |
| 1988  | 55550  | —     | —         | 55550          |
| Всего | 230722 | 37680 | 41206     | 309608         |

## Галерея

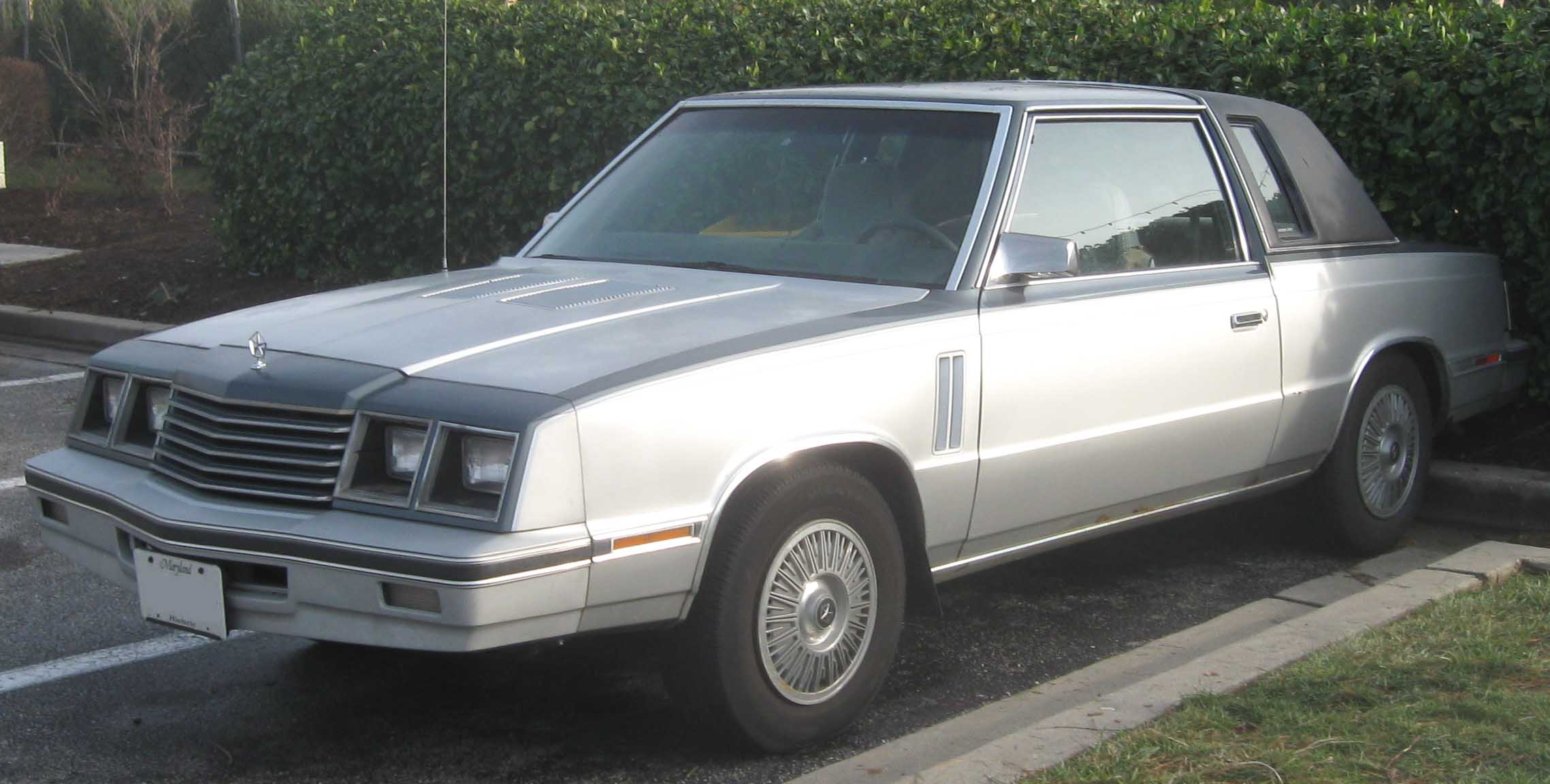
Dodge 600 (купе)
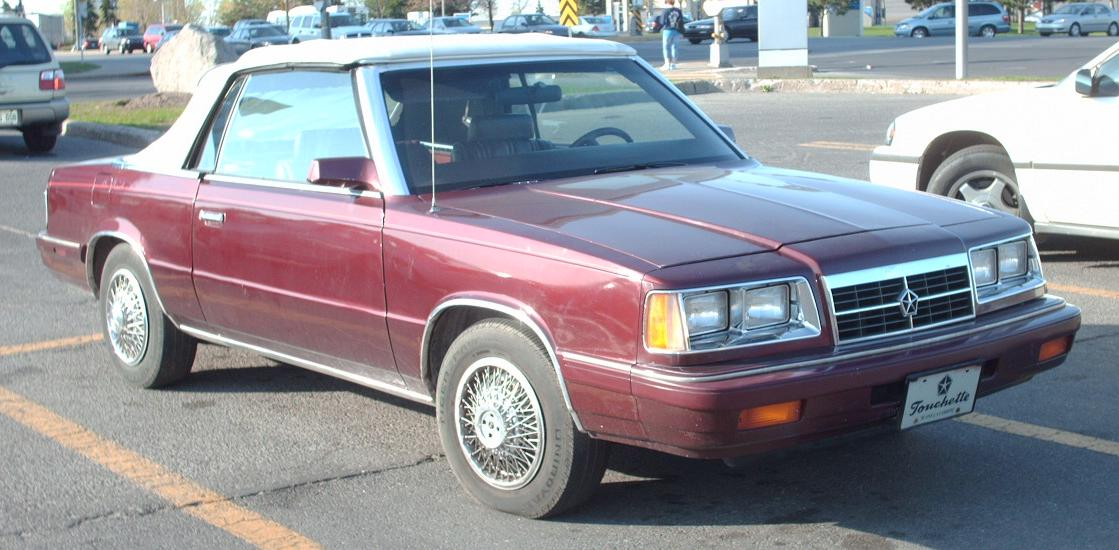
Dodge 600 (кабриолет)
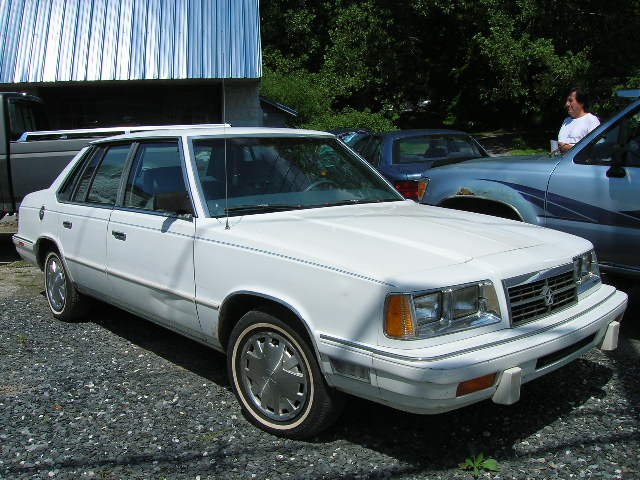
Dodge 600 (седан)
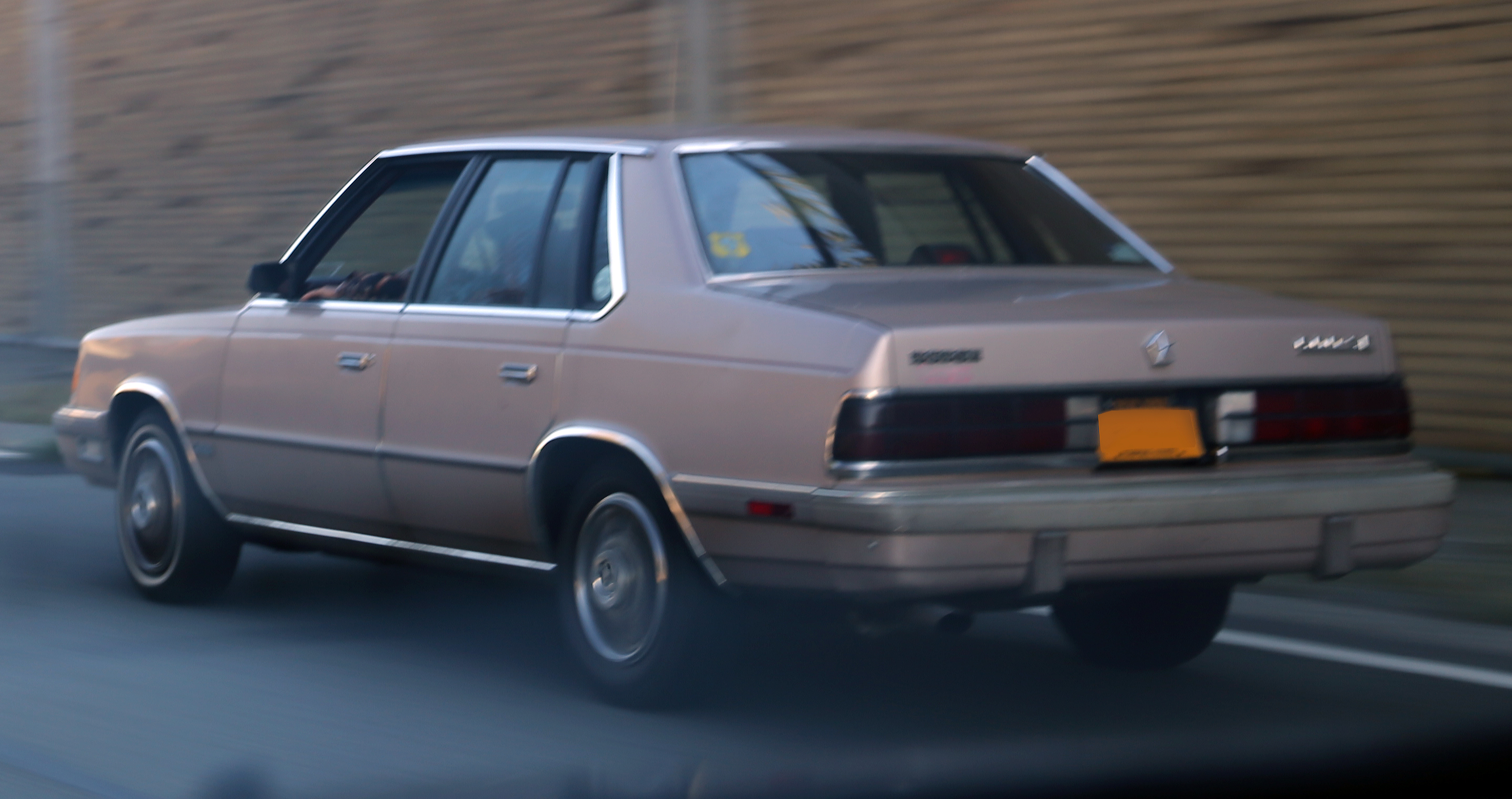
Dodge 600 (вид сзади)